# Тёнс, Дилан
Дилан Тёнс (нидерл. Dylan Teuns, род. 1 марта 1992 года в Дисте, Бельгия) — бельгийский профессиональный шоссейный велогонщик, выступающий c 2019 года за команду мирового тура «Bahrain Victorious».

## Карьера

### 2017
19 апреля 2017 года Дилан Тёнс занял место на подиуме известной однодневки Флеш Валонь, уступив лишь многократному победителю гонки Алехандро Вальверде и многоразовому призеру Даниэлю Мартину.
В конце июля Тёнс стал победителем генеральной классификации бельгийской многодневки «Тур Валлонии», выиграв два этапа, а также очковую классификацию.
31 июля бельгиец одержал свою первую победу на гонке Мирового тура UCI, первенствовав на этапе 3 Тура Польши. На коротком, но очень крутом финише в гору он опередил гонщиков команды «Bora-Hansgrohe» Петера Сагана и Рафала Майку. Удержав небольшое преимущество над преследователями в «генерале» на двух последних горных этапах, Тёнс, достаточно неожиданно, выиграл и общий зачет гонки.
В августе Тёнс победил в Арктической гонке Норвегии. При этом он выиграл первый и последний этапы гонки (1 и 4), а также триумфувал в очковой и молодежной классификациях. За три недели 25-летний бельгиец победил на трех многодневных гонках подряд и одержал 8 побед.

## Достижения
2009
2-й Чемпионат Бельгии U23 в индивид. гонке
2013
3-й Ронд де Л'Исард
2014
1-й Этап 5 Тур де л'Авенир
1-й Джиро делла Валле д'Аоста
1-й Этап 3
1-й  Молодежная классификация Тур Юты
1-й  Молодежная классификация Тур Бретани
1-й Этап 3
2-й Льеж — Бастонь — Льеж U23
2-й Омлоп Хет Ниувсблад U23
2-й Джиро ди Ломбардия U23
2015
1-й Этап 3 (КГ) Критериум Дофине
3-й Вольта Лимбург Классик
2017
1-й  Тур Польши
1-й Этап 3
1-й  Тур Валлонии
1-й  Очковая классификация
1-й Этапы 3 & 5
1-й  Арктическая гонка Норвегии
1-й  Очковая классификация
1-й  Молодежная классификация
1-й Этапы 1 & 4
3-й Флеш Валонь
2018
3-й Джиро ди Ломбардия
3-й Джиро дель Эмилия
5-й Тур Польши
6-й Париж — Ницца
7-й Брабантсе Пейл
2019
1-й на этапе 2 Критериум Дофине
5-й Вуэльта Валенсии
5-й Омлоп Хет Ниувсблад
9-й Льеж — Бастонь — Льеж
10-й Вуэльта Андалусии

## Статистика выступлений

### Гранд-туры
| Гонка           | 2016 | 2017 | 2018 |
| --------------- | ---- | ---- | ---- |
| Джиро д'Италия  | —    | 75   | —    |
| Тур де Франс    | —    | —    | —    |
| Вуэльта Испании | 137  | —    | 33   |

### Однодневки
| Монументальные        | Монументальные | Монументальные | Монументальные | Монументальные | Монументальные |
|                       | 2015           | 2016           | 2017           | 2018           | 2019           |
| --------------------- | -------------- | -------------- | -------------- | -------------- | -------------- |
| Милан — Сан-Ремо      | —              | —              | —              | —              | НФ             |
| Тур Фландрии          | —              | —              | —              | —              | —              |
| Париж — Рубе          | —              | —              | —              | —              | —              |
| Льеж — Бастонь — Льеж | 31             | 17             | 24             | 20             | 9              |
| Джиро ди Ломбардия    | 70             | —              | —              | 3              |                |
| Классические          |                |                |                |                |                |
|                       | 2015           | 2016           | 2017           | 2018           | 2019           |
| Омлоп Хет Ниувсблад   | 38             | —              | —              | —              | 5              |
| Брабантсе Пейл        | 40             | 28             | 33             | 7              | 66             |
| Флеш Валонь           | 13             | 30             | 3              | 30             | 14             |

| —  | Не участвовал  |
| НФ | Не финишировал |